# The Encore Collection
| Recensione | Giudizio |
| ---------- | -------- |
| AllMusic   | [ 1 ]    |

The Encore Collection è una raccolta su CD della The Marshall Tucker Band, pubblicato dalla BMG Special Products Records nell'agosto del 1997 .

## Tracce
1. Heard It in a Love Song – 3:32 (Toy Caldwell) – Tratto dall'album: Carolina Dreams (1977)
2. Fire on the Mountain – 3:56 (George McCorkle) – Tratto dall'album: Searchin' for a Rainbow (1975)
3. Walkin' and Talkin' – 2:30 (Toy Caldwell) – Tratto dall'album: Searchin' for a Rainbow (1975)
4. Life in a Song – 3:33 (George McCorkle, Jerry Eubanks) – Tratto dall'album: Carolina Dreams (1977)
5. Fly Like an Eagle – 3:03 (Toy Caldwell) – Tratto dall'album: Carolina Dreams (1977)
6. Dream Lover – 4:39 (Jerry Eubanks, George McCorkle) – Tratto dall'album: Together Forever (1978)
7. Hillbilly Band – 2:33 (Toy Caldwell) – Tratto dall'album: The Marshall Tucker Band (1973)
8. See You Later, I'm Gone – 3:02 (Toy Caldwell) – Tratto dall'album: The Marshall Tucker Band (1973)
9. Virginia – 4:54 (Toy Caldwell) – Tratto dall'album: Searchin' for a Rainbow (1975)
10. Bob Away My Blues – 2:41 (Toy Caldwell) – Tratto dall'album: Searchin' for a Rainbow (1975)

Durata totale: 34:23

## Musicisti
Heard It in a Love Song, Life in a Song e Fly Like an Eagle
- Toy Caldwell - chitarra solista, chitarra acustica, chitarra steel
- George McCorkle - chitarra elettrica, chitarra a dodici corde, chitarra acustica
- Doug Gray - voce, armonie vocali
- Jerry Eubanks - sassofoni, flauto, armonie vocali
- Tommy Caldwell - basso, tamburello, armonie vocali
- Paul Riddle - batteria
- Paul Hornsby - pianoforte, organo
- Chuck Leavell - pianoforte elettrico (brano: Life in a Song)
- Jaimoe - congas
- Leo LaBranche - tromba, arrangiamenti sezione strumenti a fiato (brano: Life in a Song)
- Dezso Lakatos - sassofono tenore

Fire on the Mountain, Walkin' and Talkin', Virginia e Bob Away My Blues
- Toy Caldwell - chitarra elettrica, chitarra acustica, chitarra steel, accompagnamento vocale
- George McCorkle - chitarra elettrica, chitarra acustica
- Doug Gray - voce solista, percussioni
- Jerry Eubanks - sassofoni, flauto, accompagnamento vocale
- Tommy Caldwell - basso, accompagnamento vocale
- Paul Riddle - batteria
- Paul Hornsby - pianoforte, organo
- Charlie Daniels - fiddle
- Chuck Leavell - pianoforte elettrico
- Jaimoe - congas
- Al McDonald - mandolino
- Leo LaBranche - tromba, arrangiamenti strumenti a fiato

Dream Lover
- Toy Caldwell - chitarra solista, chitarra acustica, chitarra steel
- George McCorkle - chitarra ritmica, chitarra acustica
- Doug Gray - voce solista, percussioni
- Jerry Eubanks - flauto, sassofono alto, percussioni, accompagnamento vocale
- Tommy Caldwell - basso, accompagnamento vocale
- Paul Riddle - batteria

Hillbilly Band e See You Later, I'm Gone
- Toy Caldwell - chitarra solista, chitarra steel
- Toy Caldwell - voce solista, chitarra acustica (brano: Hillbilly Band)
- George McCorkle - chitarra ritmica, chitarra acustica, percussioni
- Doug Gray - voce solista (brano: See You Later, I'm Gone), percussioni
- Jerry Eubanks - sassofono alto, flauto, percussioni, accompagnamento vocale
- Tommy Caldwell - basso, percussioni, accompagnamento vocale
- Tommy Caldwell - batteria (brano: See You Later, I'm Gone)
- Paul Riddle - batteria (brano: Hillbilly Band)
- Paul Hornsby - pianoforte acustico, pianoforte elettrico, organo, sintetizzatore moog
- Jai Johanny Johanson - percussioni
- Fred Wise - fiddle (brano: Hillbilly Band)
- Cousin Stanley's Jug Band (George McCorkle, Tom Caldwell, Buddy Thornton e Jerry Eubanks) (brano: Hillbilly Band)